# Linia kolejowa nr 309 (KPK-LK)
Linia kolejowa Michał – Haldex Szombierki – przemysłowa linia kolejowa nr 309 zarządzana przez spółkę Kopalnia Piasku Kotlarnia – Linie Kolejowe. Linia kolejowa rozpoczyna się na stacji Michał w Zabrzu Biskupicach a kończy się na stacji KWK Szombierki. Według zarządcy infrastruktury ma kategorię II (do 30 km/h).

## Przewozy
Na linii przeważają przewozy piasku budowlanego na most zsypowy Wojciech obsługiwane przez KP Kotlarnia oraz przewozy węgla na Haldex Szombierki, obsługiwane przez PKP Cargo. W grudniu 2016 przystąpiono do likwidacji odcinka p.bocz Wojciech - Haldex Szombierki

## Stacje i posterunki ruchu
- Michał km 0,000
- Haldex Szombierki 7,597

## Bocznice i odgałęzienia
- Bocznica szlakowa mostu zsypowego piasku budowlanego Wojciech.